# Zonsverduisteringen van 1961 t/m 1970
De periode 1961 t/m 1970 bevat 22 zonsverduisteringen. Deze zijn onderverdeeld in de volgende typen:
- 8 totale
- 8 ringvormige
- 0 hybride
- 6 gedeeltelijke

## Overzicht
Onderstaand overzicht bevat alle details van deze zonsverduisteringen.
| Datum        | UTC op Max | Type         | Stijl                         | Saros nr | Magni- tude | Lengte op Max | Regio's in het gehele eclipsgebied                                                    | Regio's met het eclipspad |
| ------------ | ---------- | ------------ | ----------------------------- | -------- | ----------- | ------------- | ------------------------------------------------------------------------------------- | --- |
| 15 feb. 1961 | 08:19:48   | totaal       | centraal                      | 120      | 1.036       | 02m45s        | Europa, noordelijk Afrika, Azië                                                       | Frankrijk, Italië, Joegoslavië, Roemenië, Oekraïne, Rusland                                                                                              |
| 11 aug. 1961 | 10:46:47   | ringvormig   | centraal                      | 125      | 0.938       | 06m35s        | Brazilië, zuidelijke Atlantische Oceaan, zuidelijk Afrika, zuidpoolgebied             | zuidpoolgebied |
| 5 feb. 1962  | 00:12:38   | totaal       | centraal                      | 130      | 1.043       | 04m08s        | oostelijk Azië, oostelijk Indië, Australië, Grote Oceaan, westelijke Verenigde Stanen | Indonesië, Papua Nieuw Guinea, Grote Oceaan |
| 31 juli 1962 | 12:25:32   | ringvormig   | middelste eclips Sarosserie   | 135      | 0.972       | 03m33s        | noordoostelijk Zuid-Amerika, zuidwestelijk Europa, Afrika                             | Venezuela, Guyana, Frans Guyana, Senegal, Mali, Burkina Faso, Togo, Benin, Nigeria, Kameroen, Congo, Democratische Republiek Congo, Tanzania, Madagaskar |
| 25 jan. 1963 | 13:37:12   | ringvormig   | centraal                      | 140      | 0.995       | 00m25s        | zuidelijk Zuid-Amerika, zuidelijk Afrika, zuidpoolgebied                              | Chili, Argentinië, Zuid-Afrika, Madagaskar |
| 20 juli 1963 | 20:36:13   | totaal       | centraal                      | 145      | 1.022       | 01m40s        | noordoostelijk Azië, Noord-Amerika, Midden-Amerika                                    | Japan, noordelijke Grote Oceaan, Alaska, noordelijk Canada, oostelijk Canada, Maine                                                                      |
| 14 jan. 1964 | 20:30:08   | gedeeltelijk |                               | 150      | 0.559       | -             | zuidpoolgebied                                                                        | |
| 10 juni 1964 | 04:34:07   | gedeeltelijk |                               | 117      | 0.754       | -             | Australië, Nieuw-Zeeland                                                              | |
| 9 juli 1964  | 11:17:53   | gedeeltelijk |                               | 155      | 0.322       | -             | noordelijk Noord-Amerika, noordpoolgebied, noordoostelijk Azië                        | |
| 4 dec. 1964  | 01:31:54   | gedeeltelijk |                               | 122      | 0.752       | -             | noordoostelijk Azië, Grote Oceaan                                                     | |
| 30 mei 1965  | 21:17:31   | totaal       | centraal                      | 127      | 1.054       | 05m15s        | Nieuw-Zeeland, Grote Oceaan, Midden-Amerika, westelijk Zuid-Amerika                   | Nieuw-Zeeland, Grote Oceaan, Peru |
| 23 nov. 1965 | 04:14:51   | ringvormig   | centraal                      | 132      | 0.966       | 04m02s        | Azië, oostelijk Indië, Australië, Grote Oceaan                                        | Afghanistan, Pakistan, India, Nepal, Myanmar, Thailand, Cambodja, Vietnam, Maleisië, Indonesië, Papua Nieuw Guinea                                       |
| 20 mei 1966  | 09:39:01   | ringvormig   | centraal                      | 137      | 0.999       | 00m05s        | Europa, noordelijk Afrika, Azië                                                       | Guinea, Mali, Algerije, Libië, Griekenland, Turkije, Rusland, China                                                                                      |
| 12 nov. 1966 | 14:23:28   | totaal       | centraal                      | 142      | 1.023       | 01m57s        | Midden-Amerika, Zuid-Amerika, zuidelijk Afrika                                        | Peru, Chili, Bolivia, Argentinië, Uruguay, Brazilië |
| 9 mei 1967   | 14:42:48   | gedeeltelijk |                               | 147      | 0.720       | -             | zuidelijk Afrika, zuidpoolgebied                                                      | |
| 2 nov. 1967  | 05:38:56   | totaal       | niet Centraal geen zuiddgrens | 152      | 1.013       | -             | zuidelijk Afrika, zuidpoolgebied                                                      | zuidelijke Atlantische Oceaan |
| 28 mrt. 1968 | 23:00:30   | gedeeltelijk |                               | 119      | 0.899       | -             | zuidpoolgebied, Grote Oceaan                                                          | |
| 22 sep. 1968 | 11:18:46   | totaal       | centraal                      | 124      | 1.010       | 00m40s        | Europa, noordoostelijk Afrika, centraal Azië                                          | Rusland, Kazachstan, China |
| 18 mrt. 1969 | 04:54:57   | ringvormig   | centraal                      | 129      | 0.995       | 00m26s        | zuidoostelijk Azië, oostelijk Indië, Australië, westelijke Grote Oceaan               | |
| 11 sep. 1969 | 19:58:59   | ringvormig   | centraal                      | 134      | 0.969       | 03m11s        | Noord-Amerika, Midden-Amerika, Zuid-Amerika                                           | Grote Oceaan, Peru, Bolivia, Brazilië |
| 7 mrt. 1970  | 17:38:30   | totaal       | centraal                      | 139      | 1.041       | 03m28s        | Noord-Amerika, Midden-Amerika, noordwestelijk Zuid-Amerika                            | Grote Oceaan, Mexico, oostelijke Verenigde Staten, oostelijk Canada                                                                                      |
| 31 aug. 1970 | 21:55:30   | ringvormig   | centraal                      | 144      | 0.940       | 06m48s        | Papua Nieuw Guinea, oostelijk Australië, Nieuw-Zeeland, Grote Oceaan                  | Papua Nieuw Guinea, Grote Oceaan |

### Legenda
| Kolomhoofd                         | Uitleg                                                                                                |
| ---------------------------------- | --- |
| Datum                              | Datum op het moment van het maximum van de eclips                                                     |
| UTC op Max                         | Tijd in UTC op het moment van het maximum van de eclips                                               |
| Type                               | Type van de eclips                                                                                    |
| Stijl                              | Binnen een type zijn verschillende stijlen mogelijk                                                   |
| Sarosnr                            | Het nr van de sarosreeks waartoe de eclips behoort                                                    |
| Magnitude                          | Percentage van verduistering van de middellijn van de zon op het moment van het maximum van de eclips |
| Lengte op Max                      | Tijdsduur van de eclips op de plek met het maximum                                                    |
| Regio's in het gehele eclipsgebied | Gebieden waar de eclips of een gedeelte ervan te zien is                                              |
| Landen met het eclipspad           | Landen waar de eclips totaal of ringvormig te zien is                                                 |